# Senebhenaf
Senebhenaf war ein altägyptischer Wesir der zweiten Zwischenzeit. Er ist nur bekannt, weil die Königin Mentuhotep in der Genealogie auf ihrem Sarg als Tochter des Senebhenaf und einer Sobekhotep bezeichnet wird. Dort trägt Senebhenaf die Titel „Vorsteher der Stadt“, „Wesir“, und „Vorsteher der sechs großen Gebäude“. 
Sobekhotep wird als Mitglied der Elite bezeichnet. Sobkehotep war demnach die Gemahlin des Wesirs. Königin Mentuhotep war die Gemahlin von König Djehuti, der allerdings nicht genauer innerhalb der zweiten Zwischenzeit eingeordnet werden kann, womit auch die genaue Datierung des Wesirs unsicher bleibt.